# Nomada agynia
Nomada agynia är en biart som beskrevs av Cockerell 1905. Nomada agynia ingår i släktet gökbin, och familjen långtungebin. Inga underarter finns listade i Catalogue of Life.